# Roger Ross Williams
Roger Ross Williams (Easton, 16 settembre 1962) è un regista, sceneggiatore e produttore cinematografico statunitense; è stato il primo regista afroamericano a vincere il premio Oscar con il suo cortometraggio Music by Prudence..

## Biografia
Williams è membro di una famiglia Gullah della Carolina del Sud e ha vissuto e lavorato a New York per oltre venticinque anni. Williams ha frequentato il Northampton Community College di Bethlehem, Pennsylvania e la New York University.

## Carriera
Williams ha iniziato la sua carriera nel 1985, producendo la serie TV Nation di Michael Moore, vincitrice di un Emmy Award. Da allora ha prodotto e diretto per NBC News, MSNBC, BBC, CNN e ha prodotto per Comedy Central, Food Network, TLC, VH1, tra cui numerosi speciali in prima serata per Public Broadcasting Service (PBS), American Broadcasting Company (ABC) e ABC News, CBS, Sundance Channel e New York Times Television. Ha anche prodotto una serie di documentari per Discovery Networks e una serie di lifestyle, Sheila Bridges Designer Living, per Scripps Networks. Ha vinto numerosi premi per il suo lavoro televisivo, tra cui un NAMIC Vision Award e il National Headliner per il miglior documentario.
Williams ha diretto numerosi film tra cui Life, Animated, che ha vinto il Sundance Film Festival Directing Award, è stato candidato per l'Oscar al miglior documentario e ha vinto tre Emmy Awards nel 2018, tra cui il premio per il miglior documentario. Il suo film, God Loves Uganda, è stato candidato al premio Oscar per il miglior documentario e American Jail, che ha esaminato il sistema carcerario degli Stati Uniti è stato presentato in anteprima sulla CNN e sulla BBC. Williams ha diretto Traveling While Black, un documentario realizzato per Oculus di Facebook, presentato in anteprima al Sundance Film Festival 2019.
Il film documentario Master of Light, diretto da Rosa Ruth Boesten e prodotto da Geoff Martz, Ilja Roomans, Anousha Nzume e Williams, è stato presentato al festival musicale e cinematografico South by Southwest (SXSW) nel marzo 2022. È un film sull'artista George Anthony Morton.
Con il suo cortometraggio Music by Prudence, ha vinto il premio Oscar per il miglior cortometraggio documentario nel 2009.

## Filmografia

### Regista
- 1997: Discovered At Sundance (TV)
- 2000: Reagan: A Life In Pictures (TV)
- 2001: Time (TV)
- 2001: Challenge America With Erin Brockovich (TV)
- 2002: Secret Son (TV)
- 2003: Power, Privilege & Justice (TV)
- 2003: Boys Will Be Girls (TV)
- 2003: First Off The Tee (TV)
- 2003: New York Underground (TV)
- 2004: The Lives They Lived (TV)
- 2004: Moroccan Style (TV)
- 2005: Sheila Bridges Designer Living: Morocco Special (TV) e Sheila Bridges Designer Living
- 2006: Amazing Families (TV)
- 2010: Undercover Boss (TV, un episodio)
- 2010: Music by Prudence
- 2013: God Loves Uganda
- 2014: Tutu: The Essence of Being Human
- 2015: Gospel of Intolerance
- 2015: Blackface
- 2016: Life, Animated
- 2018: American Jail
- 2019: The Apollo
- 2023: Cassandro
- 2023: Love to Love You, Donna Summer
- 2023: The Super Models (TV)

### Produttore
- 1995: People Yearbook '95 (TV)
- 1996: Sex, Drugs and Consequences (TV)
- 1997: TV Nation: Volume One
- 2000: Reagan: A Life In Pictures (TV)
- 2001: Time (TV)
- 2002: Secret Son (TV)
- 2002: Life 360 (un episodio: Telling the Children)
- 2003: Power, Privilege & Justice (TV)
- 2003: First Off The Tee (TV)
- 2003: New York Underground (TV)
- 2004: The Lives They Lived (TV)
- 2004: Moroccan Style (TV)
- 2004 - 2005: Sheila Bridges Designer Living
- 2006: Amazing Families (TV)
- 2007: Alone No Love
- 2007: Yearbook (TV)
- 2010: Music by Prudence
- 2013: God Loves Uganda
- 2014: Tutu: The Essence of Being Human
- 2016: Life, Animated
- 2022: Master of Light
- 2023:Savior Complex

### Sceneggiatore
- 2000: Reagan: A Life In Pictures (TV)
- 2003: Power, Privilege & Justice (TV)
- 2003: First Off The Tee (TV)
- 2003: New York Underground (TV)
- 2004: The Lives They Lived (TV)
- 2004: Moroccan Style (TV)
- 2005: Sheila Bridges Designer Living: Morocco Special (TV)
- 2006: Amazing Families (TV)
- 2023: Cassandro, co-sceneggiato con David Teague